# Реставрация картин Павла Филонова в Русском музее
Практически все основные произведения великого русского художника, основателя аналитического искусства, Павла Николаевича Филонова, хранятся в Государственном Русском музее. В годы блокады, после кончины художника от истощения (3 декабря 1941 г.), его сестра Е.Н. Глебова перенесла в музей около 400 произведений брата на временное хранение. В 1977 г. большая часть картин была ею передана музею в дар.
Советское правительство не жаловало художника, а о персональных выставках вообще не приходится говорить. Осенью 1929 в Русском музее была осуществлена попытка показать произведения Филонова широкому зрителю, картины провисели год, но выставка так и не открылась. В 1967 г. в Новосибирске прошла небольшая, "неофициальная" выставка П.Н. Филонова. Первая масштабная  выставка художника была открыта в Русском музее только в 1988 году. Сбылась мечта Мастера: картины, которые он принципиально не продавал, были собраны вместе, и их увидели соотечественники.
В 1970-х годах в реставрационной мастерской живописи Русского музея была проделана большая работа по реставрации картин Филонова, написанных на тонком картоне маслом. Прошедшее на оборотную сторону масло сделало картон крайне хрупким. Основной задачей стало дублирование, а попросту наклеивание, картона на холст. На реставрационном совете в сентябре 1973 реставратором высшей категории Ангелиной Алексеевной Окунь был предложен способ, который уже применялся в мастерской реставрации графики. Он заключался в двойном дублировании картона на холст с промежуточным слоем бескислотной бумаги. Этот слой сделал невозможным отпечатывание фактуры холста на лицевой стороне графического произведения, и способствовал стабильному соединению двух поверхностей. Эту работу осуществили в Русском музее в 1974-1976 гг. художники-реставраторы Александр Корняков и Ольга Гусева.
В 1987-1988 гг, в связи с подготовкой персональной выставки П.Н. Филонова, реставраторы продолжили работу. Используя предшествующий опыт, они дублировали на новую основу более 20 работ художника, долгое время хранившихся в виде отдельных листов, в свободном состоянии. Затем они были натянуты на подрамники, а в места утрат основы были подведены вставки из аналогичного картона. Утраченные фрагменты восполнялись масляными красками.
Таким образом стало возможным экспонирование произведений обычным для живописи способом - на подрамнике и в раме . В этой работе приняли участие художники-реставраторы Русского музея:  Марина Киселёва, Евгений Солдатенков, Надежда Егорова, Кирилл Голубенков и Владимир Краминский.

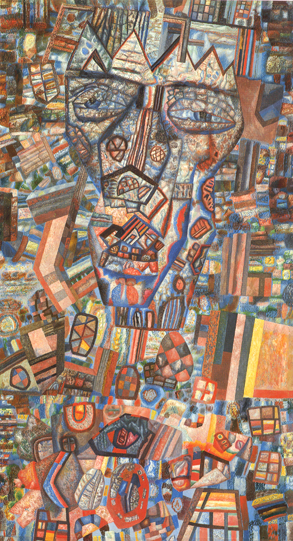
П.Н. Филонов "Формула империализма" (1925)
Общий вид тыльной стороны картины до реставрации. Реставратор Кирилл Голубенков
Общий вид тыльной стороны картины после реставрации. Реставратор Кирилл Голубенков

## Использованная литература
- "Из истории музея". Сборник статей и публикаций. ГРМ 1995 ISBN 5-900872-04-1

- "Филонов и его школа". ГРМ 1990 DuMont Buchverlag KŐln ISBN 3-7701-2634-3